# Mario Casalinuovo
Mario Casalinuovo (Catanzaro, 18 maggio 1922 – Soverato, 14 luglio 2018) è stato un politico italiano, esponente del Partito Socialista Italiano, già presidente del Consiglio regionale della Calabria, deputato e Ministro della Repubblica.

## Biografia
Laureato in giurisprudenza, divenne avvocato penalista. Socialista autonomista, ebbe una gioventù segnata da una drammatica esperienza nei campi di concentramento.
Iscrittosi al Partito Socialista Italiano di Unità Proletaria (poi diventato PSI) subito dopo il ritorno dalla prigionia in terra tedesca (1945), aderì alla scissione di Palazzo Barberini (1947), militò dapprima nel PSDI e, nel 1959 confluì con il MUIS (movimento unitario di iniziativa socialista) nel Partito Socialista Italiano che aveva deliberato la sua politica autonomista nel Congresso di Venezia, dopo i fatti di Polonia e Ungheria.
Fu quindi Segretario della federazione di Catanzaro del PSI, componente del Comitato regionale, del Comitato centrale e dell'Assemblea nazionale del Partito Socialista Italiano sino allo scioglimento del partito nel 1994.
Dal 1974 al 1979 fece parte della Commissione ministeriale per la riforma del codice di procedura penale presieduta dal prof. Gian Domenico Pisapia.
È stato il primo presidente del consiglio regionale della Calabria, assessore regionale, deputato e presidente di Commissione parlamentare, Sottosegretario di Stato e Ministro.
Eletto deputato nelle file del PSI nelle elezioni politiche italiane del 1979 e del 1983 (VIII e IX legislatura), fu il primo deputato socialista catanzarese eletto dal secondo dopoguerra.
Ha ricoperto, in ambito nazionale, l'incarico di Sottosegretario al Ministero dei Lavori Pubblici nel I e nel II Governo Spadolini (28.06.1981 - 13.11.1982) e di Ministro dei trasporti nel quinto governo Fanfani (01.12.1982 - 04.08.1983).
È stato vice presidente del gruppo parlamentare del PSI fino al 3 luglio 1981 e, fino alla stessa data, ha fatto parte della Commissione Giustizia della Camera dei deputati, partecipando ai più importanti dibattiti sia sui disegni di legge del Governo sia sulle proposte di legge d'iniziativa parlamentare.
È stato impegnato nell'associazionismo forense, ricoprendo, tra l'altro, la carica di vice presidente nazionale dell'Unione delle Camere Penali italiane e quella, per undici anni, di presidente della camera penale della provincia di Catanzaro, che fondò con altri colleghi nel 1988.
Giornalista pubblicista, direttore per molti anni di Calabria Giudiziaria fondata nel 1919 dal padre Giuseppe Casalinuovo (poeta e avvocato), è collaboratore di riviste giuridiche, di quotidiani e periodici politici. Ha fatto parte anche della Giunta esecutiva nazionale della FNSI.
È fratello di Aldo Casalinuovo, avvocato penalista calabrese, eletto nella I e nella III legislatura alla Camera dei Deputati per il Blocco della Libertà e per il Partito Monarchico Popolare, per 15 anni presidente del Consiglio Nazionale Forense, e padre di Aldo Casalinuovo jr., avvocato penalista. Suo zio era il colonnello Vito Casalinuovo, fedelissimo di Mussolini e fucilato a Dongo il 28 aprile 1945.